# Totoralillo
Totoralillo es un balneario en Chile, ubicado entre Las Tacas y La Herradura, en la Región de Coquimbo. Tiene aproximadamente 2 km de extensión. Está formado por una pequeña península que se divide en dos playas de arenas blancas, y con aguas de color verde turquesa. 
El acceso a Totoralillo es por la ruta 5 Panamericana, en el enlace a Totoralillo 16 Kilómetros al norte del enlace a Guanaqueros, la carretera tiene una extensión aproximada de 2 kilómetros, es un camino pavimentado en su totalidad, el enlace no consta de peaje.
El lugar posee una caleta de pescadores que vende productos frescos del mar. También es apto para practicar la pesca deportiva, ya que en Totoralillo abundan especies como lenguados y corvinas. Otro atractivo que el balneario ofrece es la posibilidad de practicar deportes como el surf y el surf de remo. 
Hacia el sur se ubica un roquerío donde se pueden apreciar distintas formas de vida marina las cuales incluyen estrellas de mar, soles de mar, caracolas, varias especies de cangrejos, quitones Polyplacophora, locos (un tipo de avalon carnívoro que vive sólo en Chile y en la costa sur de Perú), pulgas de mar, lapas y anémonas.
Por otro lado cuenta con Zona Golden, un lugar para realizar  escalada de Boulders  (o rocas que se pueden escalar), especial para escaladores avanzados y aquellos que se encuentren iniciando.

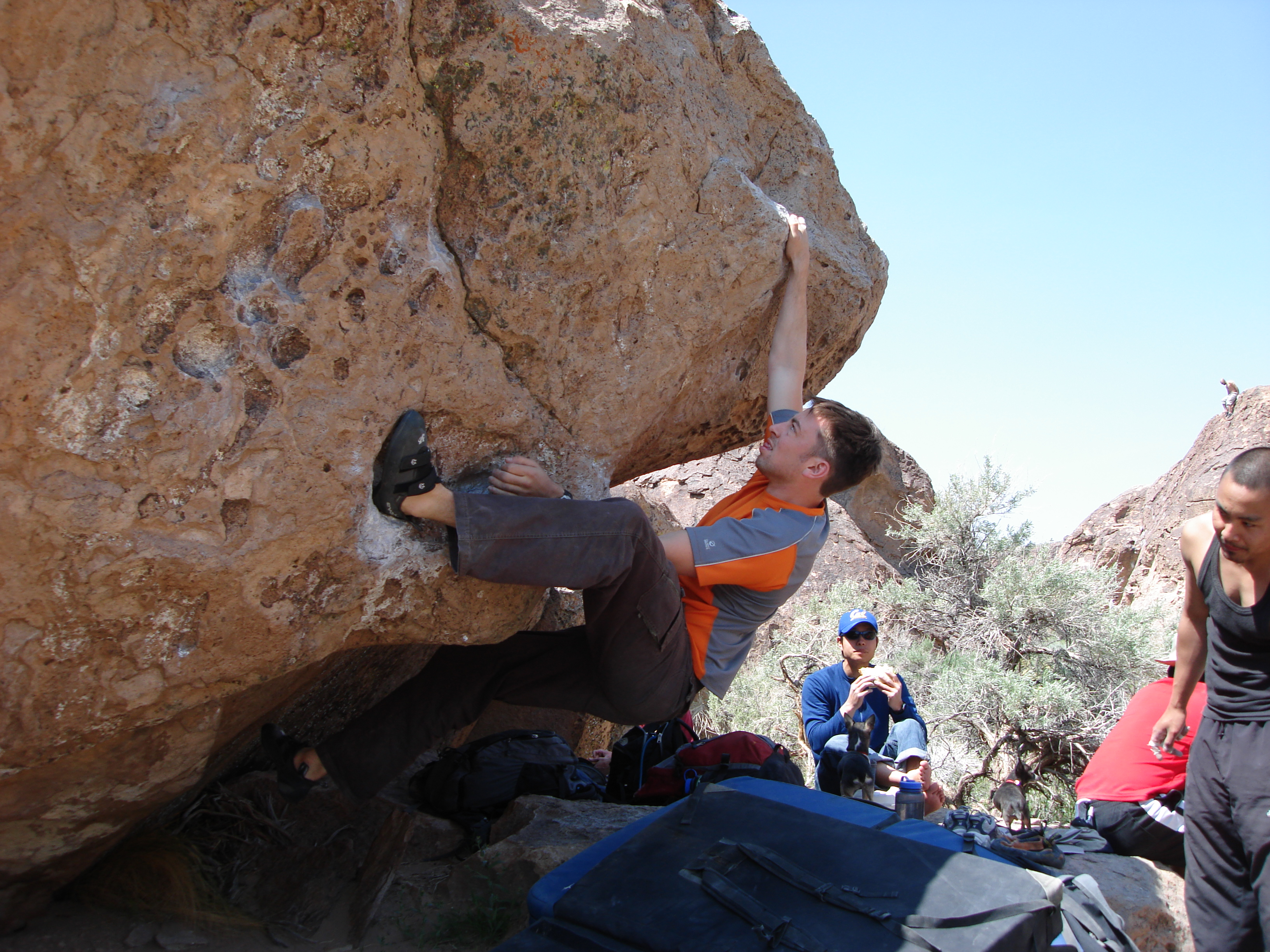
Ejemplo de escalada en boulder en California

La escalada de Boulders en la Zona Golden se puede realizar durante todo el año por el clima semi desértico. Si bien el área no cuenta con zonas de camping, dentro de la comunidad de Totoralillo hay cabañas en arriendo durante todo el año por ser un balneario turístico.  Es importante recalcar que por su variada  vegetación autóctona es nuestra obligación respetar nuestro entorno no dejando basura y no hacer fogatas.